# Waldstetten (Bawaria)
Waldstetten – gmina targowa w Niemczech, w kraju związkowym Bawaria, w rejencji Szwabia, w regionie Donau-Iller, w powiecie Günzburg, wchodzi w skład wspólnoty administracyjnej Ichenhausen. Leży około 12 km na południe od Günzburga.

## Demografia
| Rok  | Liczba mieszk. |
| ---- | -------------- |
| 1970 | 960            |
| 1987 | 1 007          |
| 2000 | 1 206          |

## Polityka
Wójtem gminy jest Emil Konrad z CSU, rada gminy składa się z 12 osób.
|      | CSU | Razem |
| 2008 | 12  | 12    |
| 2002 | 12  | 12    |